# Antony Ratier
Pour les articles homonymes, voir Ratier.
Antony Ratier, né le 29 juin 1851 à Buzançais (Indre) et mort le 9 juin 1934 à Palluau-sur-Indre, est un homme politique français.

## Biographie
Avoué à Paris en 1877, il fonde des œuvres sociales dans le IXe arrondissement de Paris. Il tente sans succès d'entrer au conseil municipal de Paris en 1885. Il est également battu aux élections législatives dans l'Indre en 1885 et en 1889. Il est finalement élu sénateur en 1894. Il est secrétaire du Sénat de 1897 à 1899, vice-président en 1912 et 1913, et de 1922 à 1925. Il s'investit beaucoup dans les travaux de la commission de la législation civile, dont il est vice-président.
- Sénateur de l'Indre de 1894 à 1933
- Président de l'Union républicaine en 1927.
- Ministre de la Justice du 22 mars au 9 décembre 1913 dans le gouvernement Louis Barthou
- Ministre de la Justice du 9 au 14 juin 1924 dans le gouvernement Frédéric François-Marsal

## Sources
- « Antony Ratier », dans le Dictionnaire des parlementaires français (1889-1940), sous la direction de Jean Jolly, PUF, 1960 [détail de l’édition]